# Hôtel Tillard-des-Acres
L'hôtel Tillard-des-Acres est un monument situé dans le centre de Bayeux, en France.

## Localisation
Le bâtiment est situé dans le département français du Calvados, dans le centre-ville de Bayeux, au no 36 de la rue des Bouchers, à 340 mètres au nord de la cathédrale Notre-Dame.

## Architecture
La façade sur rue, y compris le balcon en fer forgé et les vantaux de la porte, est inscrite au titre des monuments historiques depuis le 14 décembre 1927.

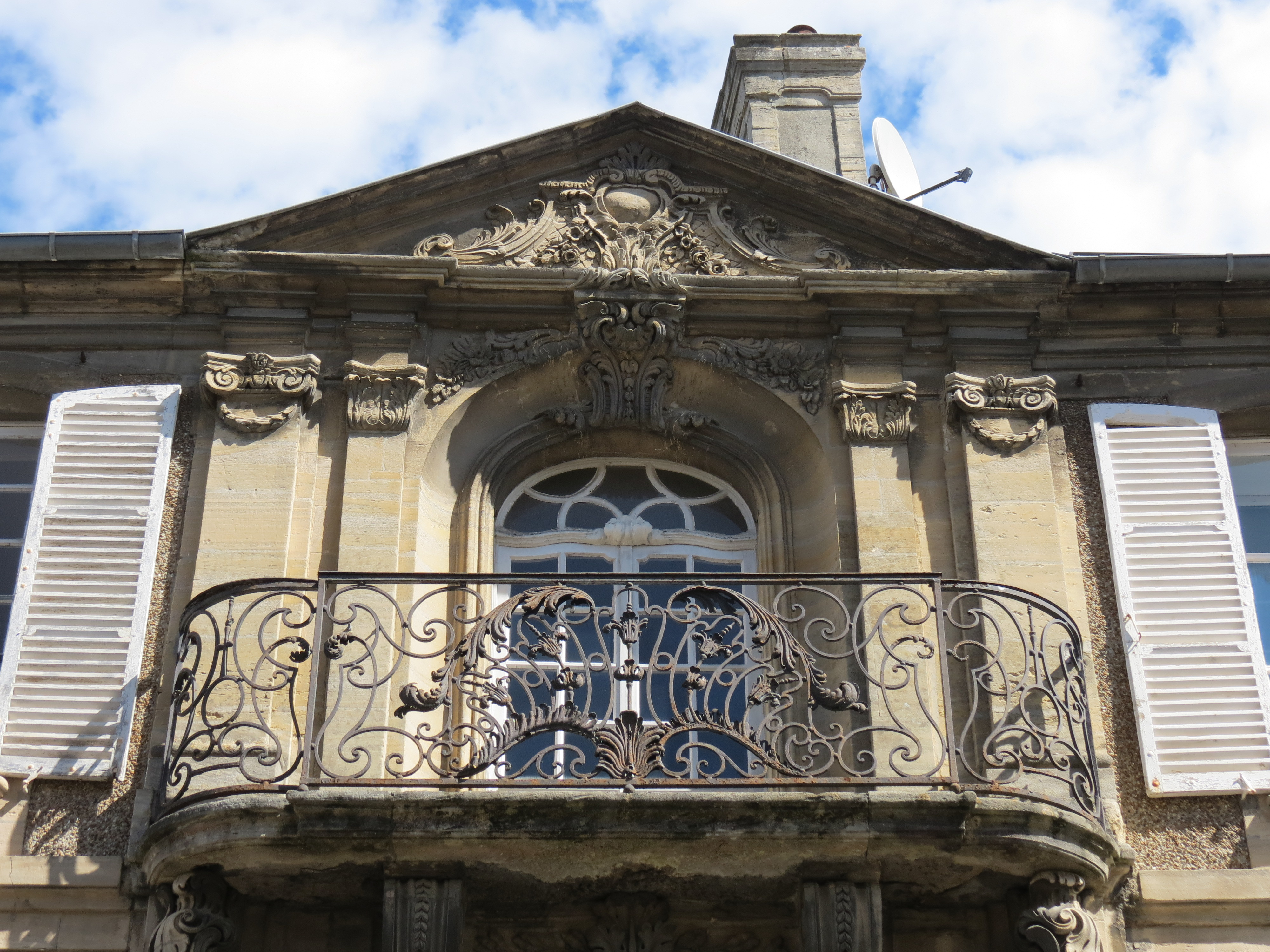
Le balcon et le fronton.